# Горобей Андрій Іванович
Андрій Іванович Горобей (нар. 14 жовтня 1903, село Дідівщина, тепер Фастівського району Київської області — 29 квітня 1985, місто Київ) — український радянський діяч, директор Київського філіалу Центрального музею В.І.Леніна, секретар Київського обласного комітету КП(б)У з пропаганди, заслужений працівник культури Української РСР. Кандидат економічних наук, доцент.

## Біографія
Народився в селянській родині. 
У 1929 році закінчив Харківський інститут народної освіти і здобув спеціальність викладача соціально-економічних дисциплін в середніх школах.
У 1929—1938 роках — викладач Лубенського педагогічного інституту на Полтавщині; завідувач Липецького районного відділу народної освіти Харківської області; 2-й секретар Липецького районного комітету КП(б)У Харківської області.
Член ВКП(б) з 1932 року.
У 1938—1939 роках — інструктор ЦК КП(б)У. У липні 1939—1941 роках — завідувач сектору кадрів культури і наукових установ відділу кадрів ЦК КП(б)У; завідувач сектору усної пропаганди ЦК КП(б)У.
З 1941 по 1946 рік — у Червоній армії, учасник німецько-радянської війни. З жовтня 1941 року служив військовим комісаром і заступником із політичної частини начальника евакуаційного госпіталю № 1968 на Північно-Західному фронті.
У 1946 — березні 1948 року — заступник завідувача відділу пропаганди і агітації Київського обласного комітету КП(б)У.
У березні 1948 — вересні 1949 року — секретар Київського обласного комітету КП(б)У з пропаганди і агітації.
З вересня 1949 року — слухач курсів перепідготовки викладачів вищих навчальних закладів при Академії суспільних наук при ЦК ВКП(б) у Москві.
З 1950 року — старший викладач, з 1952 року — доцент кафедри політичної економії Київського державного університету імені Тараса Шевченка. У 1951 році захистив кандидатську дисертацію «Відновлення та розвиток господарства районів, що зазнали німецько-фашистської окупації (за матеріалами Київської області)».
У 1952—1969 роках — директор Київського філіалу Центрального музею В.І.Леніна
З 1969 року — персональний пенсіонер союзного значення в Києві. Перебуваючи на пенсії, працював доцентом Київського державного університету імені Тараса Шевченка.

## Звання
- майор

## Нагороди
- два ордени Вітчизняної війни ІІ ст. (21.10.1943, 6.04.1985)
- орден «Знак Пошани» (23.01.1948)
- медаль «За бойові заслуги» (24.08.1943)
- медалі
- Почесна грамота Президії Верховної Ради Української РСР (1963)
- заслужений працівник культури Української РСР